# Автомагістраль Рабат — Танжер
Швидкісна магістраль Рабат — Танжер-Мед — швидкісна магістраль у Марокко. Починається у столиці Марокко Рабаті і прямує до північного порту Танжер-Мед. Має позначення — «A5».
Автомагістраль Рабат-Танжер має початок на розв'язці автомагістралі Рабат — Фес, наприкінці Рабатської об'їзної дороги.
Далі дорога прямує до станції оплати на центральній розв'язці Кенітра, далі на північ до північної розв'язки Кенітра, де вона проходить під дорогою RP2.
Трохи північніше тут знаходиться північна платна станція Кенітра.
Потім автострада прямує узбережжям повз рибальське селище Мулай-Бузелем.
Далі 30 км на північ перехрестя біля міста Лараче
Ще 30 км по дорозі — розв'язка в Сіді-Ель-Ямані, що сполучає дорогою до Тетуан — Сеута.
За 40 км від Танжера є ще одна розв'язка у Асіла.
Потім дорога перетинає лиман річки Тахаддарт, перш ніж дістатися до кінцевого пункту призначення.

## Історія
Будівництво розпочато в 1993 році, а в 1995 році відкрито першу дільницю між Рабатом та Кенітрою на півночі.
Дорога була продовжена до Лараче в 1996 році.
В 2000 році була відкрита дільниця до Сіді-Ель-Ямані, до Асіли дільницю відкрито в 2002 році.
У липні 2005 року, через 12 років після початку будівництва, загальна вісь була завершена.

Вісь технічно включає також об'їзд Рабата, хоча це не відповідає нормам автомагістралей.